# Nelson (jméno)
Nelson je anglické rodné jméno. Je odvozeno z patronyma „syn Neilův“ (anglicky „son of Neil“).

## Nositelé jména
- Nelson Algren (1909–1981) – americký spisovatel
- Nelson Évora (* 1984) – portugalský atlet
- Nelson Mandela (1918–2013) – jihoafrický politik a aktivista
- Nelson Piquet (* 1952) – brazilský pilot Formule 1
- Nelson Piquet Jr. (* 1985) – brazilský pilot Formule 1
- Nelson Rockefeller (1908–1979) – americký politik

fiktivní
- Nelson Muntz – fiktivní postava ze seriálu Simpsonovi